# Lobophytum densum
Lobophytum densum är en korallart som beskrevs av Tixier-Durivault 1970. Lobophytum densum ingår i släktet Lobophytum och familjen läderkoraller. Inga underarter finns listade i Catalogue of Life.